# Jabab
Jabab (en árabe: خبب) es un pequeño pueblo situado en el sur de Siria en el Valle de Haurán que está en el centro de la capital provincial y Daraâ Damasco. Jabab es de 30 millas de distancia del sur de Damasco. El nombre antiguo de la ciudad es Abiba en los idiomas antiguos Aramic Siria, siríaco (asirio), significa una hierba verde llanura.
Jabab fue parte del Principado de Gasánidas. Antes de que ella era una ciudad griega llamada Abeba, anexionada al imperio durante el reinado del emperador romano Marco Antonio Severo.
En la ciudad cuenta con el santuario del profeta Elías en el corazón de la ciudad y el santuario del profeta Ezequiel, en el este.

## Clima
El clima es característico del clima del sur de Siria, templado, con olas de frío durante el invierno, junto con algunas precipitaciones y relativamente caliente durante el verano. Las estaciones son distintas. El verano está caracterizado por una temperatura alta durante el día con la noche acompañado por la brisa templada seco y agradable. Otoño empieza con la caída de hojas, seguida de un invierno especialmente frío, entre diciembre y febrero. Primavera comienza generalmente en marzo.

## Demografía
La población de Jabab aproximadamente 10 000 habitantes dentro de la propia ciudad. Esto depende de la temporada desde el verano, la mayoría indígenas de regresar para las vacaciones. Un número similar de la población está dispersa en varias ciudades incluyendo Damasco. Se estima que 40 000 habitantes de Jabab que emigraron fuera de Siria por motivos relacionados principalmente a la estabilización política de la región y la incautación de los beduinos en sus tierras, lo que llevó a los residentes a Jabab buscar una vida mejor en otro lugar en varios países. La gran mayoría en Francia, los Estados Unidos, Brasil y Australia.
Los habitantes son cristianos Jabab de la Iglesia greco católica melquita en árabe "Rom (الروم)", que significa "los griegos". Pueblos como BSIR, Tebneh, Mesmiyeh y otros que están en la vecindad de Jabab son la confesión cristiana de la Iglesia griega católica melquita (bizantino).